# Schutte Tours Zwolle

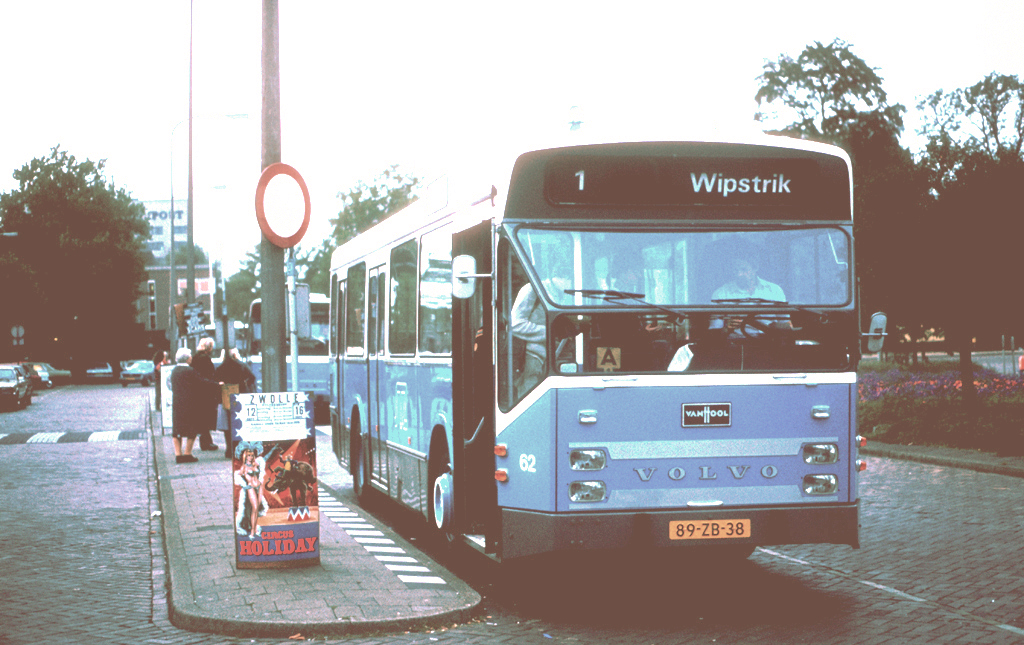
Bus 62 (Van Hool) van Schutte Tours Zwolle

Schutte Tours Zwolle (STZ) (vroeger: Garage Schutte) was het particuliere stadsvervoer- en touringcarbedrijf van de Nederlandse stad Zwolle tussen 1937 en 1982.

## Voorgeschiedenis
Voordat Schutte begon had Zwolle tussen 1885 en 1919 een paardentram, die werd geëxploiteerd door de Zwolsche Tramweg-Maatschappij (ZTM). In de 20e eeuw ging het bergafwaarts met de stapvoets rijdende tram, omdat steeds meer Zwollenaren een fiets hadden. De aanleiding om de exploitatie te beëindigen was de prijs van het paardenvoer, die vlak na de Eerste Wereldoorlog zeer hoog was. Na de opheffing van de ZTM hebben verschillende busbedrijfjes geprobeerd een stadsdienst te exploiteren. De meeste verdwenen na een paar jaar.

## Schutte
In 1937 begon de uit Olst afkomstige Herman Schutte een bus- en garagebedrijf in Zwolle. De stadsdienst van Garage Schutte was meteen een succes, omdat het bedrijf - in tegenstelling tot zijn voorgangers - een simpele ringlijn langs het station Zwolle, het centrum en de vooroorlogse wijken exploiteerde. Deze lijn (1 en 2) hield stand tot het begin van de jaren zeventig. Daarnaast had men een lijn naar de Meppelerstraatweg (lijn 3) en naar Holtenbroek (lijn 4). In 1972 ging het stadsvervoer verder als Schutte Tours Zwolle. Een jaar later nam Hermans zoon Hans het bedrijf over. Behalve stadsvervoer organiseerde het bedrijf ook busreizen met touringcars.
Schutte heeft vrijwel altijd gereden met bussen van het Zweedse merk Volvo. Dit was tegen de zin van de Zwolse vestiging van de eveneens Zweedse bus- en vrachtwagenbouwer Scania. Die drong er weleens bij de gemeente op aan om Schutte middels de subsidiekraan onder druk te zetten om Scania-bussen te kopen. De carrosserieën van zijn bussen liet Schutte bij voorkeur bouwen door ZABO te Ridderkerk en later door Hainje te Heerenveen.
STZ was een van de laatste particuliere stadsvervoerbedrijven van Nederland, maar in 1982 verkocht Hans Schutte de stadsdienst aan de Nederlandse Spoorwegen. De touringcarafdeling werd verkocht aan een concurrent in Oldenzaal. De NS-dochteronderneming Verenigde Autobus Diensten VAD nam de exploitatie op 5 april 1982 over.

## Na Schutte
In 1994 fuseerde VAD met Centraal Nederland tot Midnet en in 1999 fuseerden alle VSN-1-bedrijven tot Connexxion. De kleur blauw die Schutte in de jaren zeventig introduceerde, bleef de kleur van de Zwolse stadsbussen tot september 2005, toen Connexxion de stadsdienst Maxx invoerde. De stadsdienst Zwolle is sinds 29 augustus 2010 in handen van Syntus Overijssel, vanaf dat moment weer met (donkerdere) blauwe bussen.
Vanaf 2019 is de naam Schutte vereeuwigd in de stad. De busbrug naar het busstation draagt de naam, Schuttebusbrug. Dit is mogelijk gemaakt door de vierde generatie van de Schutte-familie namelijk Sherwin Schutte.